# Armando Pinheiro
Armando Souza Pinheiro, mais conhecido como Armando Pinheiro, (São Paulo, 19 de novembro de 1936) é um advogado, empresário e político brasileiro, outrora deputado federal por São Paulo.

## Dados biográficos
Filho de Heitor de Souza Pinheiro e Julieta do Espírito Santo Pinheiro. Advogado formado pela Universidade de São Paulo em 1963, tornou-se membro do Instituto dos Advogados de São Paulo no mesmo ano. Assessor de Carvalho Pinto quando este foi governador de São Paulo e depois ministro da Fazenda durante a fase presidencialista do Governo João Goulart. Nomeado diretor do Departamento de Cooperativismo da Secretaria de Agricultura no governo Ademar de Barros em 1964, manteve-se no cargo até 1969, além de assessor técnico da Secretaria do Trabalho entre 1966 e 1970.
Eleito primeiro suplente de deputado estadual pela ARENA em 1974 e deputado estadual 1978, conquistou um mandato de deputado federal via PDS em 1982, nesse caso votando contra a Emenda Dante de Oliveira em 1984 e sufragando Paulo Maluf no Colégio Eleitoral em 1985. Candidato a reeleição pelo PTB em 1986, não obteve sucesso. De volta à iniciativa privada no ramo imobiliário, retornou ao PDS obtendo uma suplência de deputado federal em 1990. Convocado a exercer o mandato em 1993 quando Edevaldo Alves da Silva assumiu a Secretaria Municipal de Governo na administração Paulo Maluf.